# Ohuia Lagoon
Die Ohuia Lagoon ist eine Lagune im Wairoa District der Region Hawke’s Bay auf der Nordinsel von Neuseeland.

## Weitere Bezeichnungen
Ortsansässige bezeichnen die Lagune als Ohuia Lake oder Big Ohuia, wobei einerseits die westlich anschließende Waihoratuna Lagoon mit als Ohuia Lake bezeichnet wird oder auch Little Ohuia genannt wird.

## Geographie
Die Ohuia Lagoon befindet sich rund 4 km östlich der Stadt Wairoa und ist nur durch einen ca. 100 m breiten aufgeschwemmten Streifen von der Hawke Bay und damit dem Pazifischen Ozean getrennt. Die Lagune besitzt mit ihrer leicht in zwei Richtungen gebogenen Form eine Südwest-Nordost-Ausrichtung und misst dabei in ihrer Länge rund 2 km. Die maximale Breite kann mit rund 445 m in Nordwest-Südost-Richtung gemessen werden. Bei einer Uferlinie von 4,6 km kommt das Gewässer auf eine Flächenausdehnung von 52,5 Hektar. Bei Springflut gemessen erhöht sich die Flächenausdehnung der Lagune auf rund 55,2 Hektar und kommt dann auf eine Wassermenge von 551.787 m³.
Ein Wasserzulauf erfolgt aus dem nördlich gelegenen landwirtschaftlich genutzten Kanalsystem, das sein Wasser aus der nördlich gelegenen Bergregion bezieht. Das Wassereinzugsgebiet der Lagune wird mit 32 km² angegeben. Ein Abfluss in die Hawke Bay erfolgt nur bei ausreichend hohem Wasserstand. Der aufgeschwemmte Streifen verhindert hingegen den Zugang des Meers zur Lagune.
Die Ohuia Lagoon gehört zu einem Feuchtgebiet an der Küste, zu dem unter anderem von West nach Ost gelistet die Lagunen Ngamotu Lagoon, Waihoratuna Lagoon, Wairau Lagoon, Te Paeroa Lagoon und Whakaki Lagoon zählen.